# New Crown
New Crown är det tredje studioalbumet från den australisiska rockgruppen Wolfmother. Albumet gavs ut den 23 mars 2014, via bandets egen kanal på Bandcamp.com. New Crown är, till skillnad från bandets tidigare album, helt egenproducerat.

## Spår
Alla låtar är skrivna och komponerade av Andrew Stockdale. 
| Nr           | Titel                 | Längd |
| ------------ | --------------------- | ----- |
| 1.           | How Many Times        | 2:40  |
| 2.           | Enemy Is in Your Mind | 4:00  |
| 3.           | Heavy Weight          | 3:56  |
| 4.           | New Crown             | 5:36  |
| 5.           | Tall Ships            | 5:12  |
| 6.           | Feelings              | 2:26  |
| 7.           | "I Ain't Got No"      | 4:07  |
| 8.           | She Got It            | 2:46  |
| 9.           | My Tangerine Dream    | 5:16  |
| 10.          | Radio                 | 5:06  |
| Total längd: | Total längd:          | 41:05 |